# 少女☆タコサム
ゴリゴリ☆アゴサム（1980年2月9日 - ）は、東京都西東京市出身の振り付け師、ダンサー、タレント、芸人。旧芸名は、少女☆タコサム。

## 人物
- 1999年にマイケル・ジャクソンのPV『今夜はビート・イット』を見て衝撃を受け、ダンサーを志す。2000年からRAVE2001にて活躍したダンサー・松本けいじに師事。2006年、お笑い系VOGUEINGチームHANGSOME BOYZを結成（メンバーに酒場ナビのイカがいる）。2007年、歌舞伎町スターコンテスト優勝。2010年に、ハンサムガールズ[1]に改名し、同年のageha主催のハロウインパーテイーでも優勝する。
- ハンサムガールズのメンバーに酒場ナビのイカがいた。
- 『ミュージックステーション』、『笑っていいとも!』にも出演経験がある。
- 特技は、ダンス・オタ芸・振付・ポスティング。
- お笑いコンビのダイノジが運営しているジャイアンナイトのサポートダンサーを務めていた。FICEサポートメンバー。
- 2015年3月4日、大塚Hearts+にて開催された主催ライブ『少女☆タコサム背水の陣ツーマンライブ！！ ～100人集まらなかったら、少女☆タコサムの名前とセーラー服を捨てます～』において、来場数94人であったため、公約通り少女☆タコサムの名前を捨て、ゴリゴリ☆アゴサムに改名した[2]。
- 2015年3月24日、自身が参加している『一番痛いアイドルは誰だ!“痛ドル”ブログ総選挙』にてバツイチであることを告白した[3]。

## 出演

### テレビ番組
- 笑っていいとも[4]
- スーパーチャンプル
- ミュージックステーション
- ミュージックフェア
- ぷっスマ

### プロモーションビデオ
- MICHI「All about the Girls~いいじゃんか Party People~」
- 浜崎あゆみ「LADY DYNAMITE」

### イベント
- サマーソニック
- ロッキンオンジャパンフェス
- ロッキンオンカウントダウンフェス
- スーパーチャンプルZEPPイベント

### デジタル写真集
- 「卒業」
- 「誘惑」

### その他
- CR呪怨（パチンコ）
- DANCE STYLE KIDS（雑誌）

## ディスコグラフィ
- 「タコ☆ちゅちゅちゅ」作詞/作曲 神咲まゆみ
- 「タコサムげっCHU」作詞/作曲 ヴィーナス・シンコ
- 「ラブリー・セクシー・グリーン・グリーン」作詞/作曲 ヴィーナス・シンコ
- 「ありがとう☆」作詞/作曲 ヴィーナス・シンコ
- 「きらぴか」作詞/作曲 ヴィーナス・シンコ
- 「少女☆お色気作戦」作詞/作曲 ヴィーナス・シンコ
- 「Samba DE TACO-YAKI」作詞/作曲 FICE炎
- 「Love ME」作詞/作曲 ヴィーナス・シンコ
- 「ギブミーキスミー」作詞/作曲 ヴィーナス・シンコ
- 「ちくわジェラシー」作詞/作曲 ヴィーナス・シンコ
- 「恋する筋肉少女」作詞/作曲 Kie 編集 ツカサキ凛 演奏 ZipRipFuzZ
- 「キスモスオスタスメスブス」作詞 若原麻希 作曲 ワッキー

## 振付作品
- 秋葉原マーベルエール隊
  - 「奇跡の街アキハバラ!」
  - 「マーベルユーロみっくちゅ(仮)」

- アソビットガールズ
  - 「希望出ずる国の天使」

- 深澤製餡所グランドデザインアンパークテーマ曲
  - 「アンパークのうた」

- イニーミニーマニーモー
  - 「あんぽんたんぷんちんぷんかんぷん」
  - 「イニミニ革命」
  - 「風の音を感じて」

- う～ぱる～ぱ
  - 「う～ぱる～ぱの歌」

- エコ怪獣
  - 「まじっくすとろべりー」
  - 「夢へのカウントダウン」
  - 「エコポリ」
  - 「からふる」
  - 「彗星らいだー」
  - 「涙のぶらっくほーる」
  - 「すたーらいと」
  - 「未来へらぶれたー」

- える*えー
  - 「open tne world」

- 花音ありす
  - 「tokimeki story」

- 神宿
  - 「はじまりの鐘を鳴らせ」
  - 「ビ・ビ・ビ♥」
  - 「K・M・Y・D」
  - 「全開！神宿ワールド」
  - 「あの娘にばれるような・・・」
  - 「ぱらしゅ～と☆らぶ」

- ギガ!PRINCESS
  - 「ギガギガナイト☆ラブフォーエバー」

- Q☆T
  - 「また明日」

- キューティークルー
  - 「Twinkle Little Star」
  - 「Glory Days」

- Cutie Pai
  - 「プロペラ」
  - 「yellow」

- 偶想Drop
  - 「反抗期熊さんボコボコParadise!!」

- クラージュA's
  - 「キミイチのE顔」
  - 「最初はPEACE」

- 栗原ゆう
  - 「アラサーランド」

- さっちゃん
  - 「犬のおまわりさん」
  - 「虫のこえ」
  - 「さっちゃん」
  - 「おもちゃのチャチャチャ」

- Saoriiiii
  - 「3cmディスタンス」

- 清水英彰
  - 「東京スカイツリーMUSASHI」

- Silversword
  - 「コスモ・ランデヴー」
  - 「カミノミゾシル」
  - 「NewDays」
  - 「Flash」

- Sweet Cure
  - 「魔法の言葉☆」

- ジュネス☆プリンセス
  - 「はぁ～とTickTickウェディング」
  - 「Shiny Stone」

- 少女☆タコサム
  - 「きらぴか」
  - 「ちくわジェラシー」
  - 「Love　Me」
  - 「恋する筋肉少女」
  - 「キスモスオスタスメスブス」

- スパイラルガールズ
  - 「秋葉原リザベーション」

- DaisukI
  - 「大好き」
  - 「好き・好き・好き」
  - 「D.K.T LOVE ～どうにも・こうにも・とまらない～」
  - 「LOVE DEじゃ音色」
  - 「だいすけ」
  - 「だいきらい」
  - 「You must Dai!」
  - 「あんぽんたんぷんLOVEズッキュン！」

- 滝口成美
  - 「いごこちのいいとこ」
  - 「100%以上超えて」
  - 「涙は七色に光る」
  - 「世界で一番幸せなんです!私は」
  - 「GEKI TEKI EVOLUTION」

- 滝口成美 with Control-S
  - 「Control-S」
  - 「Love.Force.One」
  - 「Hands up&Touch the sky」
  - 「未来の光」
  - 「ice」

- TAKENOKO▲（現：TAKENOKO）
  - 「サマーデイズ」
  - 「イタダキ☆アイドル」

- 多国籍軍
  - 「LOVE FORCE」

- ちっき～（トーンジュエル研究生派生ユニット）
  - 「直感 Ready GO!」

- Charmy Kiss@GANG
  - 「恋♡KISS」

- ChocoBunny
  - 「力みなぎるX」

- DPG
  - 「キカイノココロ」

- DayLink
  - 「Happy」
  - 「Chura Chura」

- 涙‐NAMIDA‐
  - 「ラブラボ 」
  - 「HAPPY BEAM」
  - 「２度目のラブレター」
  - 「Cinderrela」
  - 「君色サマーデイ」
  - 「夏のwktk」

- 西島孝美
  - 「らぶゆあ はぁと～あまあまわたあめ風味～」

- ねがいごと
  - 「傷だらけの天使～危険な現実～」

- ねぱりゃきゃちゃひゃにゃあ
  - 「KAKUMEI」

- POWER SPOT（現ぱわーすぽっと）
  - 「パワーミュージック」
  - 「ちまちましてんじゃねぇよぉ!」
  - 「にっちもさっちもどうにもX'mas」
  - 「僕を惑わす風のにおい」
  - 「CHU CHU BABY」
  - 「私の恋愛ドリーム2014」
  - 「絶対的」

- FEAM
  - 「DEAR CHILDREN」

- piminy
  - 「僕らのアニバーサリー」

- ☆ぴよひな☆
  - 「ACCESS!」

- Fairy Heart
  - 「DAYMARE」

- MIKAZU姫
  - 「電脳芸者」

- 夢幻レジーナ
  - 「麗しき凶暴な世界」
  - 「花盛りの森」
  - 「暗い太陽」
  - 「恋と革命」
  - 「胡蝶の夢」
  - 「愛しかあげない」
  - 「星の試練」
  - 「桜狂い、咲くは迷いし」
  - 「さよならもう戻らない日々」

- MERRY BROTHERZ
  - 「HEROES」

- mocomoco
  - 「2人の気持ち」

## その他
- 2018/9/15より、浅草橋のリラクゼーションで店長。[5]